# Тенмар, Тьерри
Тьерри Тенмар (фр. Thierry Tinmar; 19 мая 1963 Ле-Ламантен, Мартиника) — мартиникский футболист и футбольный тренер. Будучи игроком он выступал на позиции центрального защитника. Тенмар выступал за французские клубы «Пари Сен-Жермен», «Лаваль» и «Ред Стар», а также провёл четыре матча за сборную Мартиники, забив за неё один гол.

## Клубная карьера
Родившийся на острове Мартиника Тенмар занимался футболом в Академии ФК «Пари Сен-Жермен». В составе его первой команды в сезоне 1984/1985 Тенмар отыграл в 22 официальных матчах, включая 16 игр в Дивизионе 1 и две в Кубке УЕФА. В том сезоне «ПСЖ» дошёл до финала Кубка Франции, где проиграл «Монако» со счетом 0:1. Тенмар в этом решающем матче на поле не появился. Летом 1985 года он подписал контракт с другим клубом Дивизиона 1 — «Лавалем».
Проведя всего три игры за «Лаваль» в чемпионате Франции 1985/1986 Тенмар подписал контракт с парижским «Ред Старом», выступавшим тогда во французском Дивизионе 2. Проведя там только один сезон, Тенмар почти год пребывал в статусе свободного агента. В 1988 году он заключил соглашение с «Шатору», командой французского Третьего дивизиона. В 1989 году Тенмар вернулся на родную Мартинику, где выступал за местный клуб «Франсискен». В 1993 году он завершил свою карьеру игрока.

## Карьера в сборной
Выиграв Карибский кубок 1993 года в составе сборной Мартиники, Тенмар был включён в её состав главным тренером «Раймоном Дестеном» и на Золотой кубок КОНКАКАФ 1993 года. Тенмар сыграл во всёх трёх матчах Мартиники на этом турнире. Он даже забил один гол, сравняв счёт в последней игре с Коста-Рикой. Однако это не спасло его команду, которая покинула соревнование, заняв последнее место в своей группе.

### Статистика
| Матчи и голы Тьерри Тенмара за сборную Мартиники | Матчи и голы Тьерри Тенмара за сборную Мартиники | Матчи и голы Тьерри Тенмара за сборную Мартиники | Матчи и голы Тьерри Тенмара за сборную Мартиники | Матчи и голы Тьерри Тенмара за сборную Мартиники | Матчи и голы Тьерри Тенмара за сборную Мартиники | Матчи и голы Тьерри Тенмара за сборную Мартиники |
| №                                                | Дата                                             | Место проведения                                 | Соперник                                         | Счёт                                             | Голы                                             | Соревнование                                     |
| ------------------------------------------------ | ------------------------------------------------ | ------------------------------------------------ | ------------------------------------------------ | ------------------------------------------------ | ------------------------------------------------ | ------------------------------------------------ |
| 1                                                | 30 мая 1993                                      | Индепенденс Парк, Кингстон                       | Ямайка                                           | 0:0 (пен. 6:5)                                   | —                                                | Карибский кубок 1993                             |
| 2                                                | 11 июля 1993                                     | Ацтека, Мехико                                   | Мексика                                          | 0:9                                              | —                                                | Золотой кубок КОНКАКАФ 1993                      |
| 3                                                | 15 июля 1993                                     | Ацтека, Мехико                                   | Канада                                           | 2:2                                              | —                                                | Золотой кубок КОНКАКАФ 1993                      |
| 4                                                | 18 июля 1993                                     | Ацтека, Мехико                                   | Коста-Рика                                       | 1:3                                              | 1                                                | Золотой кубок КОНКАКАФ 1993                      |

Итого: 4 матча / 1 гол;.

## Карьера тренера
С января по декабрь 2017 года Тенмар занимал должность главного тренера команды «Нью Стар де Дюко», выступавшей в Национальном чемпионате Мартиники.

## Достижения
«Пари Сен-Жермен»
- Финалист Кубка Франции (1): 1984/85[5]

 «Сборная Мартиники»
- Победитель Карибского кубка (1): 1993